# Mecyclothorax discedens
Mecyclothorax discedens (лат.) — вид жуков-жужелиц рода Mecyclothorax из подсемейства Псидрины.

## Распространение
Встречаются на острове Гавайи из группы Гавайских островов от горы Кохала до вулкана Килауэа, с единственной промежуточной записью с высоты 800 м над Хило. Этот вид связан с горным влажным лесом из древовидных папоротников ohia/hapuu, с находками на высотах 1200—1450 м над уровнем моря.

## Описание
Мелкие жужелицы, длина менее 5 мм (от 3,4 до 4,4 мм). Задние углы переднеспинки тупые, латеробазальные края переднеспинки от прямых до неясно выемчатых переднезадних углов (у некоторых особей асимметрично); вдавление латерального края переднеспинки узкое у латеральных щетинок, край переднеспинки слабо загнут. Темя и диск переднеспинки с отчётливой поперечной сетчатой микроскульптурой, поперечная сетчатая микроскульптура надкрылий более отчётливая, дающая дифракционное серебристо-голубое отражение в галогенном свете. Внутренний мешок срединной доли эдеагуса гениталий самца с дорсальным устьевым микротрихиальным пятном, состоящим из очень толстых спикул.

## Таксономия
Вид был впервые описан в 1903 году английским энтомологом Дэвидом Шарпом (1840—1922), а его валидный статус подтверждён в ходе ревизии, проведённой в 2008 году американским колеоптерологом James Kenneth Liebherr (Cornell University, Итака, США).